# Macrogynoplax veneranda
Macrogynoplax veneranda és una espècie d'insecte plecòpter pertanyent a la família dels pèrlids.

## Descripció
- En vida és de color verd clar amb les ales molt clares, tot i que els espècimens preservats varien entre el groc clar i l'ocre.
- Els mascles tenen la placa subgenital gran, més o menys el·líptica i s'estreny a la base. A més, les ales davanteres els fan 18,5 mm de llargària i tenen l'extrem del penis membranós i amb escassos pèls.
- La femella també presenta la placa subgenital gran.
- El color de les nimfes varia entre l'ocraci i el ferruginós.[5]

## Distribució geogràfica
Es troba a Sud-amèrica: l'estat de São Paulo al sud-est del Brasil.